# Giro de Italia 2014
La 97.ª edición del Giro de Italia se disputó entre el 9 de mayo y el 1 de junio de 2014 sobre 3.445,4 km. El inicio de la carrera tuvo lugar en Irlanda del Norte (Reino Unido) en donde se realizaron dos etapas y la tercera se culminó en Dublín (Irlanda). Tras estas tres jornadas, el Giro se trasladó a Italia para realizar las siguientes dieciocho etapas. La carrera estuvo compuesta por dos contrarreloj individual (una de ellas cronoescalada) y una por equipos. Además, contó con cinco etapas de alta montaña y nueve finales en alto (Viggiano, Montecasino, Montecopiolo, Sestola, Oropa, Montecampione, Val Martello, Rifugio Panarotta y Zoncolán).
Por otra parte se realizó la misma etapa que se tuvo que anular en la edición anterior entre Ponte di Legno-Val Martello (Martello); en 2013 fue la 19.ª y esta vez la 16.ª. Precisamente esa etapa fue decisiva para dilucidar el ganador final debido a su adversa meteorología.
Una de las novedades fue el cambio en el baremo de puntuación de la clasificación por puntos, para favorecer a los esprínteres, al igual que el Tour de Francia que da menos puntos a las etapas de montaña (ver maillot verde del Tour de Francia).
La carrera formó parte del UCI WorldTour 2014.
El ganador final fue el colombiano Nairo Quintana quien también se hizo con la clasificación de los jóvenes. Le acompañaron en el podio el también colombiano Rigoberto Urán y Fabio Aru, respectivamente.
En las otras clasificaciones secundarias se impusieron Nacer Bouhanni (puntos), Julián Arredondo (montaña), Marco Bandiera (metas volantes), Ag2r La Mondiale (equipos) Julián Arredondo (combatividad) y Omega Pharma-Quick Step (equipos por puntos)

## Equipos participantes
Tomaron parte en la carrera 22 equipos. Los 18 de categoría UCI ProTeam (al tener obligada y asegurada su participación); más 4 de categoría Profesional Continental invitados por la organización (Androni Giocattoli, Colombia, Bardiani CSF y el Neri Sottoli). Los equipos participantes fueron:
| ProTeams (18)- Astana - AG2R La Mondiale - Belkin - BMC Racing Team - Garmin-Sharp - FDJ.fr - Cannondale - Lampre-Merida - Lotto-Belisol - Movistar Team - Omega Pharma-Quick Step - Orica-GreenEDGE - Team Europcar - Giant-Shimano - Katusha - Sky - Tinkoff-Saxo - Trek Factory Racing Equipos continentales profesionales (4)- Androni Giocattoli-Venezuela - Bardiani CSF - Colombia - Neri Sottoli |
| |

## Etapas
| Etapa      | Fecha     | Recorrido                                | type                     | Distancia (km) | Ganador          | Líder            |
| ---------- | --------- | ---------------------------------------- | ------------------------ | -------------- | ---------------- | ---------------- |
| 1.ª etapa  | 9 de may  | Belfast – Belfast                        | contrarreloj por equipos | 21,7           | Orica-GreenEDGE  | Svein Tuft       |
| 2.ª etapa  | 10 de may | Belfast – Belfast                        | etapa llana              | 219            | Marcel Kittel    | Michael Matthews |
| 3.ª etapa  | 11 de may | Armagh – Dublín                          | etapa llana              | 187            | Marcel Kittel    | Michael Matthews |
| 4.ª etapa  | 13 de may | Giovinazzo – Bari                        | etapa llana              | 112            | Nacer Bouhanni   | Michael Matthews |
| 5.ª etapa  | 14 de may | Tarento – Viggiano                       | etapa escarpada          | 203            | Diego Ulissi     | Michael Matthews |
| 6.ª etapa  | 15 de may | Sassano – Monte Cassino                  | etapa escarpada          | 247            | Michael Matthews | Michael Matthews |
| 7.ª etapa  | 16 de may | Frosinone – Foligno                      | etapa llana              | 211            | Nacer Bouhanni   | Michael Matthews |
| 8.ª etapa  | 17 de may | Foligno – Montecopiolo                   | etapa de montaña         | 179            | Diego Ulissi     | Cadel Evans      |
| 9.ª etapa  | 18 de may | Lugo – Sestola                           | etapa escarpada          | 172            | Pieter Weening   | Cadel Evans      |
|            | 19 de may | Día de descanso                          | Día de descanso          |                |                  |                  |
| 10.ª etapa | 20 de may | Módena – Salsomaggiore Terme             | etapa llana              | 173            | Nacer Bouhanni   | Cadel Evans      |
| 11.ª etapa | 21 de may | Collecchio – Savona                      | etapa escarpada          | 249            | Michael Rogers   | Cadel Evans      |
| 12.ª etapa | 22 de may | Barbaresco – Barolo                      | contrarreloj individual  | 41,9           | Rigoberto Urán   | Rigoberto Urán   |
| 13.ª etapa | 23 de may | Fossano – Rivarolo Canavese              | etapa llana              | 157            | Marco Canola     | Rigoberto Urán   |
| 14.ª etapa | 24 de may | Agliè – Biella                           | etapa de montaña         | 164            | Enrico Battaglin | Rigoberto Urán   |
| 15.ª etapa | 25 de may | Valdengo – Monte Campione                | etapa de montaña         | 225            | Fabio Aru        | Rigoberto Urán   |
|            | 26 de may | Día de descanso                          | Día de descanso          |                |                  |                  |
| 16.ª etapa | 27 de may | Ponte di Legno – Martell                 | etapa de montaña         | 139            | Nairo Quintana   | Nairo Quintana   |
| 17.ª etapa | 28 de may | Sarnonico – Vittorio Veneto              | etapa llana              | 208            | Stefano Pirazzi  | Nairo Quintana   |
| 18.ª etapa | 29 de may | Belluno – Pergine Valsugana              | etapa de montaña         | 171            | Julián Arredondo | Nairo Quintana   |
| 19.ª etapa | 30 de may | Bassano del Grappa – Crespano del Grappa | contrarreloj individual  | 26,8           | Nairo Quintana   | Nairo Quintana   |
| 20.ª etapa | 31 de may | Maniago – Monte Zoncolan                 | etapa de montaña         | 167            | Michael Rogers   | Nairo Quintana   |
| 21.ª etapa | 1 de jun  | Gemona del Friuli – Trieste              | etapa llana              | 172            | Luka Mezgec      | Nairo Quintana   |

## Desarrollo general
El Giro 2014 se inició con una contrarreloj y primera semana con muchas caídas provocando abandonos de favoritos para ganar como Dan Martin, Joaquim Rodríguez, etc. Las primeras etapas sirvieron para que Michael Matthews se pusiera de líder. Esta primera semana sirvió para demostrar la calidad como esprínter de Nacer Bouhanni. La siguiente semana sirvió para confirmar la velocidad de Diego Ulissi y veteranía con la que controlaba la carrera Cadel Evans. Pero la general no empezó a quedar bien definida hasta la contrarreloj que ganó Rigoberto Urán, poniéndose la maglia rosa y ya con los corredores dispuestos a disputar las etapas de alta montaña en las que corredores jóvenes como Fabio Aru o Wilco Kelderman demostrarían su futuro.
Después de un día de descanso y con una etapa igual que la que el año anterior no se pudo disputar, los corredores tuvieron que superar unas condiciones meteorológicas muy adversas en los pasajes por el Gavia y el Stelvio, con temperaturas muy bajas e incluso nieve. Esto provocó mucho desconcierto junto con un comunicado poco claro de la organización, que aprovechó Nairo Quintana para ponerse de líder tras atacar en el descenso del Stelvio, mientras que gran parte del pelotón obedecía las instrucciones de carrera. También lo aprovechó Pierre Rolland que subió a la 4.ª plaza después de varios días de buscar la etapa igual que Ryder Hesjedal que se volvió a meter en la lucha por la general. Después de esta etapa entre el 3.º clasificado y el 9.º había menos de un minuto.
Es la primera vez en la historia del giro de Italia que un latinoamericano es el vencedor del evento. Igualmente es la primera vez que dos colombianos hacen el 1 y 2 en la clasificación general, algo histórico para el deporte colombiano, en especial para el ciclismo que se ha destacado por sus deportistas especialistas en las etapas de alta montaña. No obstante, dicha victoria no quedó exenta de polémica, ya que gran parte del pelotón internacional criticó duramente al corredor colombiano por desobedecer las órdenes de carrera en el descenso de Stelvio.

## Clasificaciones finales

### Clasificación general(Maglia Rosa)
| \| Clasificación general \| Clasificación general \| Clasificación general \| Clasificación general \| Clasificación general \| \| Ciclista \| Ciclista \| Equipo \| Tiempo \| \| \| --------------------- \| --------------------- \| ---------------------------- \| --------------------- \| --------------------- \| \| 1.º \| Nairo Quintana \| Movistar Team \| 88 h 14 min 32 s \| \| \| 2.º \| Rigoberto Urán \| Omega Pharma-Quick Step \| + 2 min 58 s \| \| \| 3.º \| Fabio Aru \| Astana \| + 4 min 04 s \| \| \| 4.º \| Pierre Rolland \| Team Europcar \| + 5 min 46 s \| \| \| 5.º \| Domenico Pozzovivo \| AG2R La Mondiale \| + 6 min 32 s \| \| \| 6.º \| Rafał Majka \| Tinkoff-Saxo \| + 7 min 04 s \| \| \| 7.º \| Wilco Kelderman \| Belkin \| + 11 min 00 s \| \| \| 8.º \| Cadel Evans \| BMC Racing Team \| + 11 min 51 s \| \| \| 9.º \| Ryder Hesjedal \| Garmin-Sharp \| + 13 min 35 s \| \| \| 10.º \| Robert Kiserlovski \| Trek Factory Racing \| + 15 min 49 s \| \| \| 11.º \| Alexis Vuillermoz \| AG2R La Mondiale \| + 24 min 45 s \| \| \| 12.º \| Franco Pellizotti \| Androni Giocattoli-Venezuela \| + 26 min 13 s \| \| \| 13.º \| Alexandre Geniez \| FDJ.fr \| + 27 min 02 s \| \| \| 14.º \| Maxime Monfort \| Lotto-Belisol \| + 28 min 36 s \| \| \| 15.º \| Ivan Basso \| Cannondale \| + 32 min 08 s \| \| \| 16.º \| Hubert Dupont \| AG2R La Mondiale \| + 36 min 15 s \| \| \| 17.º \| Matteo Rabottini \| Neri Sottoli \| + 46 min 35 s \| \| \| 18.º \| Michael Rogers \| Tinkoff-Saxo \| + 48 min 06 s \| \| \| 19.º \| Damiano Cunego \| Lampre-Merida \| + 49 min 22 s \| \| \| 20.º \| André Cardoso \| Garmin-Sharp \| + 51 min 09 s \| \| \| 21.º \| Wout Poels \| Omega Pharma-Quick Step \| + 55 min 59 s \| \| \| 22.º \| Sebastián Henao \| Team Sky \| + 56 min 24 s \| \| \| 23.º \| José Herrada \| Movistar Team \| + 59 min 01 s \| \| \| 24.º \| Samuel Sánchez \| BMC Racing Team \| + 1 h 02 min 40 s \| \| \| 25.º \| Steve Morabito \| BMC Racing Team \| + 1 h 02 min 59 s \| \| |                    |                              |                   |
| |                    |                              |                   |
| Fuente: ProCyclingStats |                    |                              |                   |
| Clasificación general |                    |                              |                   |
| Ciclista | Ciclista           | Equipo                       | Tiempo            |
| 1.º | Nairo Quintana     | Movistar Team                | 88 h 14 min 32 s  |
| 2.º | Rigoberto Urán     | Omega Pharma-Quick Step      | + 2 min 58 s      |
| 3.º | Fabio Aru          | Astana                       | + 4 min 04 s      |
| 4.º | Pierre Rolland     | Team Europcar                | + 5 min 46 s      |
| 5.º | Domenico Pozzovivo | AG2R La Mondiale             | + 6 min 32 s      |
| 6.º | Rafał Majka        | Tinkoff-Saxo                 | + 7 min 04 s      |
| 7.º | Wilco Kelderman    | Belkin                       | + 11 min 00 s     |
| 8.º | Cadel Evans        | BMC Racing Team              | + 11 min 51 s     |
| 9.º | Ryder Hesjedal     | Garmin-Sharp                 | + 13 min 35 s     |
| 10.º | Robert Kiserlovski | Trek Factory Racing          | + 15 min 49 s     |
| 11.º | Alexis Vuillermoz  | AG2R La Mondiale             | + 24 min 45 s     |
| 12.º | Franco Pellizotti  | Androni Giocattoli-Venezuela | + 26 min 13 s     |
| 13.º | Alexandre Geniez   | FDJ.fr                       | + 27 min 02 s     |
| 14.º | Maxime Monfort     | Lotto-Belisol                | + 28 min 36 s     |
| 15.º | Ivan Basso         | Cannondale                   | + 32 min 08 s     |
| 16.º | Hubert Dupont      | AG2R La Mondiale             | + 36 min 15 s     |
| 17.º | Matteo Rabottini   | Neri Sottoli                 | + 46 min 35 s     |
| 18.º | Michael Rogers     | Tinkoff-Saxo                 | + 48 min 06 s     |
| 19.º | Damiano Cunego     | Lampre-Merida                | + 49 min 22 s     |
| 20.º | André Cardoso      | Garmin-Sharp                 | + 51 min 09 s     |
| 21.º | Wout Poels         | Omega Pharma-Quick Step      | + 55 min 59 s     |
| 22.º | Sebastián Henao    | Team Sky                     | + 56 min 24 s     |
| 23.º | José Herrada       | Movistar Team                | + 59 min 01 s     |
| 24.º | Samuel Sánchez     | BMC Racing Team              | + 1 h 02 min 40 s |
| 25.º | Steve Morabito     | BMC Racing Team              | + 1 h 02 min 59 s |

### Clasificación por puntos(Maglia rosso passione)
| Clasificación por puntos | Clasificación por puntos | Clasificación por puntos | Clasificación por puntos | Clasificación por puntos |
| Ciclista                 | Ciclista                 | Equipo                   | Puntos                   |                          |
| ------------------------ | ------------------------ | ------------------------ | ------------------------ | ------------------------ |
| 1.º                      | Nacer Bouhanni           | FDJ.fr                   | 291 pts                  |                          |
| 2.º                      | Giacomo Nizzolo          | Trek Factory Racing      | 265 pts                  |                          |
| 3.º                      | Roberto Ferrari          | Lampre-Merida            | 186 pts                  |                          |
| 4.º                      | Elia Viviani             | Cannondale               | 174 pts                  |                          |
| 5.º                      | Benjamin Swift           | Team Sky                 | 135 pts                  |                          |
| 6.º                      | Luka Mezgec              | Giant-Shimano            | 128 pts                  |                          |
| 7.º                      | Enrico Battaglin         | Bardiani CSF             | 108 pts                  |                          |
| 8.º                      | Tyler Farrar             | Garmin-Sharp             | 103 pts                  |                          |
| 9.º                      | Cadel Evans              | BMC Racing Team          | 96 pts                   |                          |
| 10.º                     | Tim Wellens              | Lotto-Belisol            | 94 pts                   |                          |

### Clasificación de la montaña(Maglia Azzurra)
| Clasificación de la montaña | Clasificación de la montaña | Clasificación de la montaña  | Clasificación de la montaña | Clasificación de la montaña |
| Ciclista                    | Ciclista                    | Equipo                       | Puntos                      |                             |
| --------------------------- | --------------------------- | ---------------------------- | --------------------------- | --------------------------- |
| 1.º                         | Julián Arredondo            | Trek Factory Racing          | 173 pts                     |                             |
| 2.º                         | Dario Cataldo               | Team Sky                     | 132 pts                     |                             |
| 3.º                         | Nairo Quintana              | Movistar Team                | 88 pts                      |                             |
| 4.º                         | Tim Wellens                 | Lotto-Belisol                | 79 pts                      |                             |
| 5.º                         | Robinson Chalapud           | Colombia                     | 73 pts                      |                             |
| 6.º                         | Yonathan Monsalve           | Neri Sottoli                 | 68 pts                      |                             |
| 7.º                         | Fabio Aru                   | Astana                       | 57 pts                      |                             |
| 8.º                         | Pierre Rolland              | Team Europcar                | 46 pts                      |                             |
| 9.º                         | Jarlinson Pantano           | Colombia                     | 43 pts                      |                             |
| 10.º                        | Franco Pellizotti           | Androni Giocattoli-Venezuela | 42 pts                      |                             |

### Clasificación de los jóvenes(Maglia Bianca)
| Clasificación del mejor joven | Clasificación del mejor joven | Clasificación del mejor joven | Clasificación del mejor joven | Clasificación del mejor joven |
| Ciclista                      | Ciclista                      | Equipo                        | Tiempo                        |                               |
| ----------------------------- | ----------------------------- | ----------------------------- | ----------------------------- | ----------------------------- |
| 1.º                           | Nairo Quintana                | Movistar Team                 | 88 h 14 min 32 s              |                               |
| 2.º                           | Fabio Aru                     | Astana                        | + 4 min 04 s                  |                               |
| 3.º                           | Rafał Majka                   | Tinkoff-Saxo                  | + 7 min 04 s                  |                               |
| 4.º                           | Wilco Kelderman               | Belkin                        | + 11 min 00 s                 |                               |
| 5.º                           | Sebastián Henao               | Team Sky                      | + 56 min 24 s                 |                               |
| 6.º                           | Georg Preidler                | Giant-Shimano                 | + 1 h 05 min 03 s             |                               |
| 7.º                           | Mikel Landa                   | Astana                        | + 1 h 23 min 06 s             |                               |
| 8.º                           | Marc Goos                     | Belkin                        | + 1 h 30 min 43 s             |                               |
| 9.º                           | Jan Polanc                    | Lampre-Merida                 | + 1 h 45 min 31 s             |                               |
| 10.º                          | Paweł Poljański               | Tinkoff-Saxo                  | + 2 h 04 min 29 s             |                               |

### Clasificación de las metas volantes(Premio traguardi volanti)
| Clasificación de las metas volantes | Clasificación de las metas volantes | Clasificación de las metas volantes | Clasificación de las metas volantes | Clasificación de las metas volantes |
| Ciclista                            | Ciclista                            | Equipo                              | Puntos                              |                                     |
| ----------------------------------- | ----------------------------------- | ----------------------------------- | ----------------------------------- | ----------------------------------- |
| 1.º                                 | Marco Bandiera                      | Androni Giocattoli-Venezuela        | 32 pts                              |                                     |
| 2.º                                 | Andrea Fedi                         | Neri Sottoli                        | 26 pts                              |                                     |
| 3.º                                 | Maarten Tjallingii                  | Belkin                              | 23 pts                              |                                     |

### Clasificación por equipos por tiempos(Trofeo fast team)
| Clasificación por equipos | Clasificación por equipos | Clasificación por equipos | Clasificación por equipos |
| Equipo                    | Equipo                    | Tiempo                    |                           |
| ------------------------- | ------------------------- | ------------------------- | ------------------------- |
| 1.º                       | AG2R La Mondiale          | 264 h 30 min 55 s         |                           |
| 2.º                       | Omega Pharma-Quick Step   | + 19 min 32 s             |                           |
| 3.º                       | Tinkoff-Saxo              | + 27 min 12 s             |                           |
| 4.º                       | BMC Racing Team           | + 1 h 08 min 24 s         |                           |
| 5.º                       | Movistar Team             | + 1 h 13 min 52 s         |                           |
| 6.º                       | Astana                    | + 1 h 26 min 51 s         |                           |
| 7.º                       | Sky                       | + 1 h 28 min 05 s         |                           |
| 8.º                       | Lampre-Merida             | + 1 h 47 min 02 s         |                           |
| 9.º                       | Team Europcar             | + 2 h 04 min 31 s         |                           |
| 10.º                      | Trek Factory Racing       | + 2 h 14 min 38 s         |                           |

### Clasificación por equipos por puntos(Trofeo super team)
| Clasificación por equipos | Clasificación por equipos | Clasificación por equipos | Clasificación por equipos |
| Equipo                    | Equipo                    | Puntos                    |                           |
| ------------------------- | ------------------------- | ------------------------- | ------------------------- |
| 1.º                       | Omega Pharma-Quick Step   | 327 pts                   |                           |
| 2.º                       | Bardiani CSF              | 303 pts                   |                           |
| 3.º                       | Trek Factory Racing       | 294 pts                   |                           |

### Otras clasificaciones
- Premio Azzurri d'Italia:[premios 1]  Nacer Bouhanni
- Premio fuga pinarello:[premios 2]  Andrea Fedi
- Espíritu combativo:  Julián Arredondo
- Premio energy:  Enrico Battaglin
- Premio fair play:[premios 3]  Cannondale

1. ↑  Este es un premio donde los puntos se ganan a los tres primeros clasificados de la etapa (4, 2 y 1 punto). Es similar a los puntos estándar de clasificación del jersey rojo y concede un premio en efectivo adicional.
2. ↑  1 km escapado en cabeza de carrera (siempre que no sea un grupo superior a 10 corredores) = 1 punto.
3. ↑  Se acumulan puntos por diferentes infracciones (llamadas de atención: 0,5p.; multas: 1 p. por cada 10 francos suizos; penalizaciones en tiempo: 2 p. por cada 2 segundos; desclasificación: 100 p.; expulsión de la carrera o sancionado con un retraso en el puesto de la etapa: 1.000; dopaje: 2.000 p.)

## Evolución de las clasificaciones
| Etapa                   |                          | Ganador _        | Clasificación general | Puntos         | Montaña            | Jóvenes          | Equipo _                |
| ----------------------- | ------------------------ | ---------------- | --------------------- | -------------- | ------------------ | ---------------- | ----------------------- |
| 1.ª etapa               | contrarreloj por equipos | Orica-GreenEDGE  | Svein Tuft            | no otorgado    | no otorgado        | Luke Durbridge   | Orica-GreenEDGE         |
| 2.ª etapa               | etapa llana              | Marcel Kittel    | Michael Matthews      | Marcel Kittel  | Maarten Tjallingii | Michael Matthews | Orica-GreenEDGE         |
| 3.ª etapa               | etapa llana              | Marcel Kittel    | Michael Matthews      | Marcel Kittel  | Maarten Tjallingii | Michael Matthews | Orica-GreenEDGE         |
| 4.ª etapa               | etapa llana              | Nacer Bouhanni   | Michael Matthews      | Nacer Bouhanni | Maarten Tjallingii | Michael Matthews | Orica-GreenEDGE         |
| 5.ª etapa               | etapa escarpada          | Diego Ulissi     | Michael Matthews      | Elia Viviani   | Maarten Tjallingii | Michael Matthews | Astana                  |
| 6.ª etapa               | etapa escarpada          | Michael Matthews | Michael Matthews      | Elia Viviani   | Michael Matthews   | Michael Matthews | BMC Racing Team         |
| 7.ª etapa               | etapa llana              | Nacer Bouhanni   | Michael Matthews      | Nacer Bouhanni | Michael Matthews   | Michael Matthews | BMC Racing Team         |
| 8.ª etapa               | etapa de montaña         | Diego Ulissi     | Cadel Evans           | Nacer Bouhanni | Julián Arredondo   | Rafał Majka      | BMC Racing Team         |
| 9.ª etapa               | etapa escarpada          | Pieter Weening   | Cadel Evans           | Nacer Bouhanni | Julián Arredondo   | Rafał Majka      | Omega Pharma-Quick Step |
| 10.ª etapa              | etapa llana              | Nacer Bouhanni   | Cadel Evans           | Nacer Bouhanni | Julián Arredondo   | Rafał Majka      | Omega Pharma-Quick Step |
| 11.ª etapa              | etapa escarpada          | Michael Rogers   | Cadel Evans           | Nacer Bouhanni | Julián Arredondo   | Rafał Majka      | Omega Pharma-Quick Step |
| 12.ª etapa              | contrarreloj individual  | Rigoberto Urán   | Rigoberto Urán        | Nacer Bouhanni | Julián Arredondo   | Rafał Majka      | Omega Pharma-Quick Step |
| 13.ª etapa              | etapa llana              | Marco Canola     | Rigoberto Urán        | Nacer Bouhanni | Julián Arredondo   | Rafał Majka      | Omega Pharma-Quick Step |
| 14.ª etapa              | etapa de montaña         | Enrico Battaglin | Rigoberto Urán        | Nacer Bouhanni | Julián Arredondo   | Rafał Majka      | Omega Pharma-Quick Step |
| 15.ª etapa              | etapa de montaña         | Fabio Aru        | Rigoberto Urán        | Nacer Bouhanni | Julián Arredondo   | Rafał Majka      | Omega Pharma-Quick Step |
| 16.ª etapa              | etapa de montaña         | Nairo Quintana   | Nairo Quintana        | Nacer Bouhanni | Julián Arredondo   | Nairo Quintana   | AG2R La Mondiale        |
| 17.ª etapa              | etapa llana              | Stefano Pirazzi  | Nairo Quintana        | Nacer Bouhanni | Julián Arredondo   | Nairo Quintana   | AG2R La Mondiale        |
| 18.ª etapa              | etapa de montaña         | Julián Arredondo | Nairo Quintana        | Nacer Bouhanni | Julián Arredondo   | Nairo Quintana   | AG2R La Mondiale        |
| 19.ª etapa              | contrarreloj individual  | Nairo Quintana   | Nairo Quintana        | Nacer Bouhanni | Julián Arredondo   | Nairo Quintana   | AG2R La Mondiale        |
| 20.ª etapa              | etapa de montaña         | Michael Rogers   | Nairo Quintana        | Nacer Bouhanni | Julián Arredondo   | Nairo Quintana   | AG2R La Mondiale        |
| 21.ª etapa              | etapa llana              | Luka Mezgec      | Nairo Quintana        | Nacer Bouhanni | Julián Arredondo   | Nairo Quintana   | AG2R La Mondiale        |
| Clasificaciones finales | Clasificaciones finales  |                  | Nairo Quintana        | Nacer Bouhanni | Julián Arredondo   | Nairo Quintana   | AG2R La Mondiale        |

## UCI World Tour
El Giro de Italia otorgó puntos para el UCI WorldTour 2014, solamente para corredores de equipos UCI ProTeam. Las siguientes tablas son el baremo de puntuación y los corredores que obtuvieron puntos:
| Posición              | 1.º | 2.º | 3.º | 4.º | 5.º | 6.º | 7.º | 8.º | 9.º | 10.º | 11.º | 12.º | 13.º | 14.º | 15.º | 16.º | 17.º | 18.º | 19.º | 20.º |
| Clasificación general | 170 | 130 | 100 | 90  | 80  | 70  | 60  | 52  | 44  | 38   | 32   | 26   | 22   | 18   | 14   | 10   | 8    | 6    | 4    | 2    |
| Por etapa             | 16  | 8   | 4   | 2   | 1   |     |     |     |     |      |      |      |      |      |      |      |      |      |      |      |

| Ciclista           | Equipo                  | Puntos |
| ------------------ | ----------------------- | ------ |
| Nairo Quintana     | Movistar                | 208    |
| Rigoberto Urán     | Omega Pharma-Quick Step | 154    |
| Fabio Aru          | Astana                  | 124    |
| Pierre Rolland     | Europcar                | 98     |
| Domenico Pozzovivo | Ag2r La Mondiale        | 86     |
| Rafał Majka        | Tinkoff-Saxo            | 73     |
| Cadel Evans        | BMC Racing              | 69     |
| Wilco Kelderman    | Belkin                  | 68     |
| Nacer Bouhanni     | FDJ.fr                  | 61     |
| Ryder Hesjedal     | Garmin Sharp            | 52     |

| Resto de corredores | Resto de corredores     | Resto de corredores | Resto de corredores |
| ------------------- | ----------------------- | ------------------- | ------------------- |
| Ciclista            | Equipo                  | Puntos              |                     |
| Robert Kiserlovski  | Trek Factory Racing     | 46                  |                     |
| Diego Ulissi        | Lampre-Merida           | 42                  |                     |
| Michael Rogers      | Tinkoff-Saxo            | 38                  |                     |
| Giacomo Nizzolo     | Trek Factory Racing     | 37                  |                     |
| Marcel Kittel       | Giant-Shimano           | 32                  |                     |
| Alexis Vuillermoz   | Ag2r La Mondiale        | 32                  |                     |
| Alexandre Geniez    | FDJ.fr                  | 22                  |                     |
| Michael Matthews    | Orica GreenEDGE         | 22                  |                     |
| Julián Arredondo    | Trek Factory Racing     | 20                  |                     |
| Luka Mezgec         | Giant-Shimano           | 20                  |                     |
| Maxime Monfort      | Lotto Belisol           | 18                  |                     |
| Pieter Weening      | Orica GreenEDGE         | 16                  |                     |
| Tim Wellens         | Lotto Belisol           | 16                  |                     |
| Ivan Basso          | Cannondale              | 14                  |                     |
| Hubert Dupont       | Ag2r La Mondiale        | 10                  |                     |
| Dario Cataldo       | Sky                     | 8                   |                     |
| Simon Geschke       | Giant-Shimano           | 8                   |                     |
| Davide Malacarne    | Europcar                | 8                   |                     |
| Ben Swift           | Sky                     | 8                   |                     |
| Roberto Ferrari     | Lampre-Merida           | 7                   |                     |
| Elia Viviani        | Cannondale              | 7                   |                     |
| Damiano Cunego      | Lampre-Merida           | 4                   |                     |
| Philip Deignan      | Sky                     | 4                   |                     |
| Tyler Farrar        | Garmin Sharp            | 4                   |                     |
| Jay McCarthy        | Tinkoff-Saxo            | 4                   |                     |
| Angelo Tulik        | Europcar                | 4                   |                     |
| Tom Veelers         | Giant-Shimano           | 4                   |                     |
| Nicolas Roche       | Tinkoff-Saxo            | 3                   |                     |
| Davide Appollonio   | Ag2r La Mondiale        | 2                   |                     |
| Gianluca Brambilla  | Omega Pharma-Quick Step | 2                   |                     |
| André Cardoso       | Garmin Sharp            | 2                   |                     |
| Thomas De Gendt     | Omega Pharma-Quick Step | 2                   |                     |
| Jan Polanc          | Lampre-Merida           | 2                   |                     |
| Brent Bookwalter    | BMC Racing              | 1                   |                     |
| Matteo Montaguti    | Ag2r La Mondiale        | 1                   |                     |
| Ivan Santaromita    | Orica GreenEDGE         | 1                   |                     |